# 长柄银叶树
长柄银叶树（学名：Heritiera angustata）为梧桐科银叶树属下的一个种。